# Carl Altgelt
Carl Friedrich August Altgelt, auch Karl Altgelt (* 26. März 1862 in Berlin; † 1936) war ein deutscher Sanitätsoffizier.

## Leben
Carl Altgelt war ein Sohn des Regierungs- und Baurats August Hermann Altgelt (1824–1865) und seiner Frau Agnes Margarethe geb. Gropius (1826–1900). Sein Großvater war der Regierungsrat Hermann Altgelt, sein Onkel der deutschamerikanische Siedler und Stadtgründer Ernst Hermann Altgelt.
Er studierte vom 21. Oktober 1882 bis 1. Oktober 1886 an der Medizinisch-Chirurgischen Akademie für das Militär in Berlin. 1882 wurde er Mitglied des Pépinière-Corps Franconia. Anschließend wurde er als Unterarzt für ein Jahr an die Charité kommandiert. Mit einer Doktorarbeit über die Osteomyelitis wurde er Ende 1886 an der Friedrich-Wilhelms-Universität zu Berlin zum Dr. med. promoviert. Zum 11. Juni 1888 war er Unterarzt beim Infanterie-Regiment 77. Im Oktober 1888 wurde er als Assistenzarzt II. Klasse (Beförderung am 25. August 1888) vom Infanterie-Regiment 77 zum 1. Garde-Regiment zu Fuß kommandiert. 1893 kam er vom 1. Garde-Regiment zu Fuß als Stabs- (Beförderung 26. Mai 1893) und Bataillonsarzt zum Garde-Jäger Bataillon nach Potsdam. Am 1. April 1902 wurde er zum Oberstabsarzt befördert. 1912 kam er als Generaloberarzt (Beförderung am 19. Juli 1911) vom Leib-Garde-Husaren-Regiment (Potsdam) als Divisionsarzt zur 11. Division nach Breslau. 1914 wurde er von hier zur 22. Division versetzt und wurde später Etappenarzt der 2. Armee. Später erfolgte noch seine Beförderung zum Generalarzt. 
Er saß im Beirat des Kyffhäuserbundes.

## Ehrungen
- Hausorden Albrechts des Bären, Ritter I. Klasse (1. März 1894)[11]
- Ehrenmitglied des KWA-Corps Franconia[1]

## Werke (Auswahl)
- Der Sanitätsdienst im Felde nach den neuen Dienstvorschriften dargestellt und an Beispielen erläutert. MIttler, 1910.
- Über Etappenwesen im Kriege mit besonderer Berücksichtigung des Sanitätsdienstes. In: Deutsche militärärztliche Zeitschrift, Band 43, Mittler, 1914.
- Feldsanitätswesen. Sechster Abschnitt in Band 8 Die Organisationen für die Versorgung des Heeres, De Gruyter, 1923, S. 401 ff.
- Das Deutsche Rote Kreuz. Achter Abschnitt in Band 9 Max Schwarte: Der Große Krieg, 1914–1918. Barth, 1923, S. 550 ff.
- Die Gesundheitsverhältnisse der Zöglinge in den vier Kriegerwaisenhäusern. P. Schmid, Berlin, 1929.